# 穂積駅

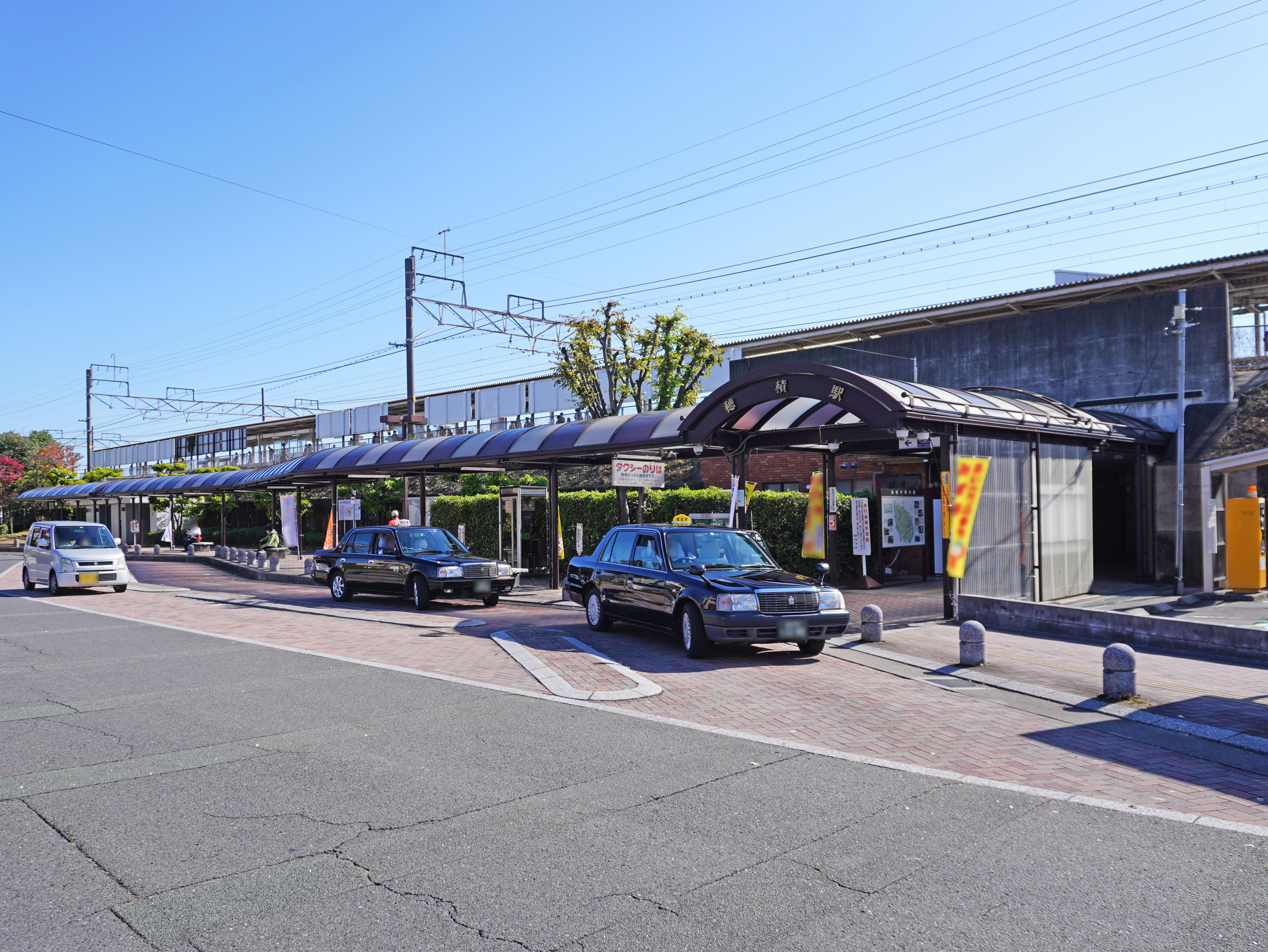
北口（2022年11月）

穂積駅（ほづみえき）は、岐阜県瑞穂市別府にある、東海旅客鉄道（JR東海）・日本貨物鉄道（JR貨物）東海道本線の駅である。駅番号はCA76。
瑞穂市で唯一のJRの駅であり、同市の代表駅である。
運行形態の詳細は「東海道線 (名古屋地区)」を参照。

## 歴史
- 1906年（明治39年）8月1日：国有鉄道東海道線（1909年に東海道本線に改称）の岐阜駅 - 大垣駅間に新設開業[3]。
  - 付近の路線は、開通当初は地上にあったが、1908年（明治41年）の複線化に伴い盛土路盤となった。
- 1929年（昭和4年）3月31日：南側に駅舎（木造）を新築。
- 1984年（昭和59年）2月1日：荷物の取り扱いを廃止[3]。
- 1985年（昭和60年）10月22日：駅前広場整備、現在の3代目駅舎に改築[6]。
- 1987年（昭和62年）4月1日：国鉄分割民営化により東海旅客鉄道（JR東海）・日本貨物鉄道（JR貨物）が継承[3]。
- 1997年（平成9年）3月22日：貨物列車の発着が無くなる[3]。
- 1999年（平成11年）12月4日：新快速及び新設された特別快速・区間快速の停車駅となる（快速（青・緑共に）は以前から停車）。
- 2003年（平成15年）5月1日：穂積町と巣南町が合併し瑞穂市発足。瑞穂市の代表駅となる。
- 2006年（平成18年）
  - 3月11日：エレベーター・多目的トイレ整備完了。
  - 8月1日：開業100年。
  - 11月25日：ICカード「TOICA」の利用が可能となる。
- 2007年（平成19年）9月20日：TOICA専用の自動改札機を導入。
- 2024年（令和6年）
  - 1月31日：JR全線きっぷうりばの営業を終了[7]。
  - 2月1日：サポートつき指定席券売機を設置[4][5]の上、お客様サポートサービス導入に伴い無人化[4][5]。

## 駅構造
島式ホーム1面2線を有する高架駅である。駅は盛土上に作られている。
ホームのある本線の他に、その外側に1本ずつホームの無い副本線（待避線）がある。この待避線は回送列車や貨物列車の旅客列車待避に使われている。また、上り副本線から電化されていない側線1本がある。この側線は、貨物の取り扱いがあったころは電化されていた。
お客様サポートサービスを導入している無人駅であり、岐阜駅が当駅を管理する。2024年1月末までは早朝夜間を除き有人駅であった。高架下の駅舎内部にはサポートつき指定席券売機などが置かれている。自動改札機が設置されており、TOICAおよび提携ICカードが利用できる。

### のりば
| 番線 | 路線          | 方向 | 行先             |
| ---- | ------------- | ---- | ---------------- |
| 1    | CA 東海道本線 | 下り | 大垣・米原方面   |
| 2    | CA 東海道本線 | 上り | 岐阜・名古屋方面 |

（出典：JR東海:駅構内図）

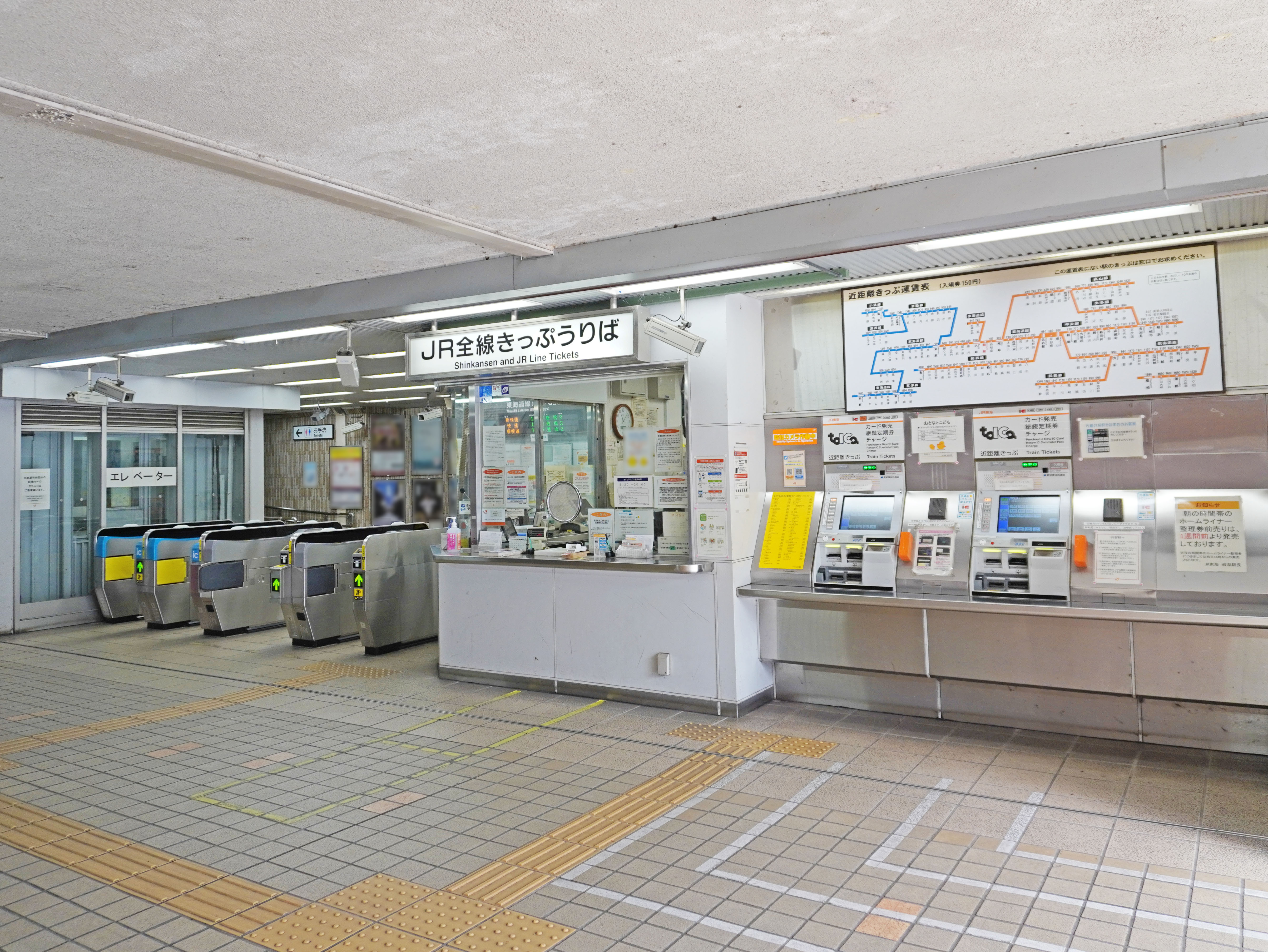
改札口（2022年11月）
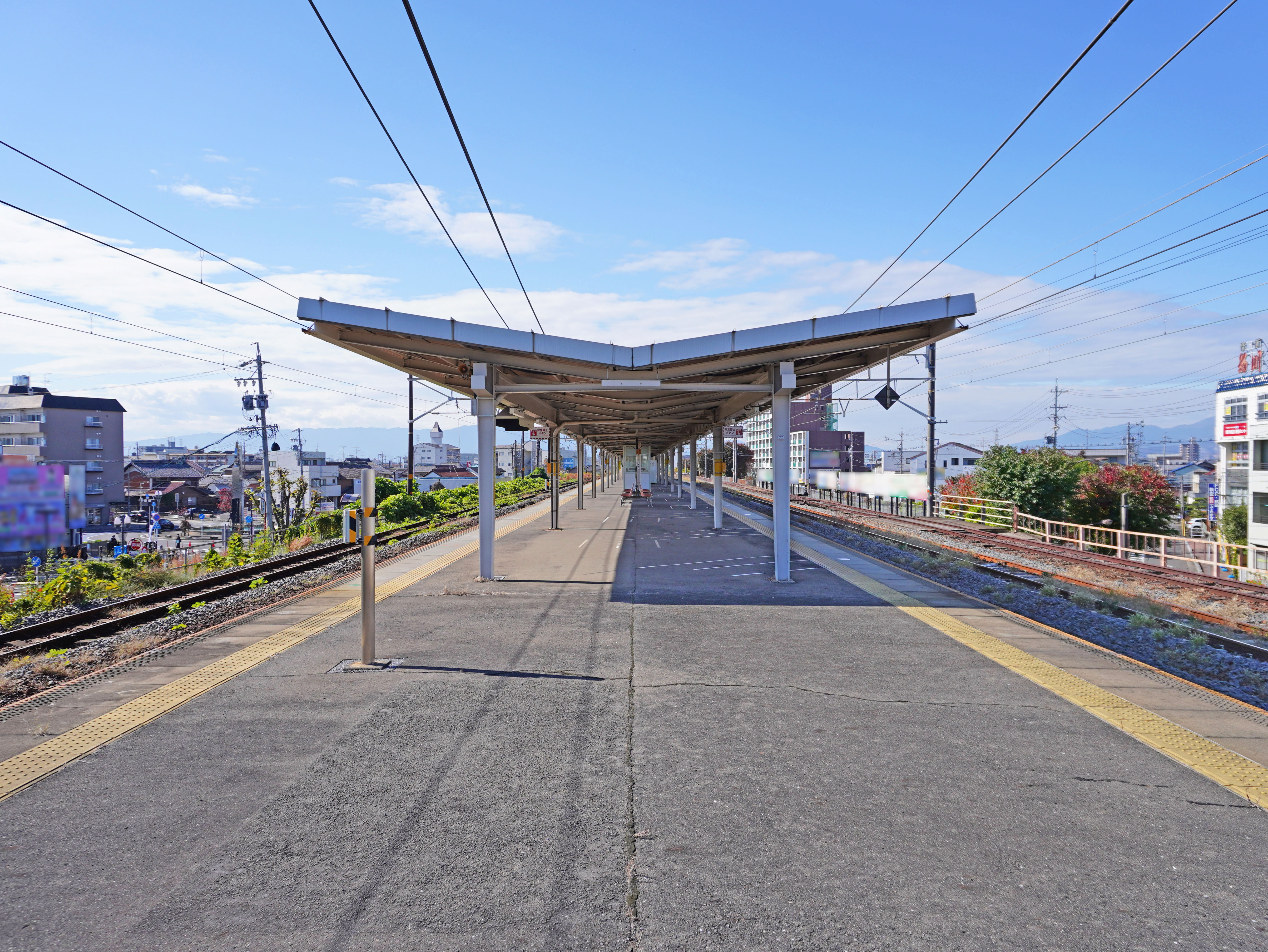
ホーム（2022年11月）

## 貨物取扱
現在は臨時車扱貨物のみを取り扱っており貨物列車の発着が無い。
駅南西に日本石油穂積油槽所があり、そこへ続く専用線が1997年頃まで存在していた。専用線には、汐見町駅発送の石油が到着していた。またそれ以前は、駅東にある砕石工場まで続く専用線も存在し、現在もその名残がわずかに残っている。

## 利用状況
2023年（令和5年）度の1日平均乗降人員は17,111人である。
近年の1日平均乗車人員の推移は以下の通り。
| 年度               | 1日平均 乗車人員 |
| ------------------ | ---------------- |
| 1997年（平成09年） | 8,515            |
| 1998年（平成10年） | 8,563            |
| 1999年（平成11年） | 8,498            |
| 2000年（平成12年） | 8,436            |
| 2001年（平成13年） | 8,254            |
| 2002年（平成14年） | 8,254            |
| 2003年（平成15年） | 7,978            |
| 2004年（平成16年） | 8,025            |
| 2005年（平成17年） | 8,550            |
| 2006年（平成18年） | 8,573            |
| 2007年（平成19年） | 8,701            |
| 2008年（平成20年） | 8,754            |
| 2009年（平成21年） | 8,466            |
| 2010年（平成22年） | 8,421            |
| 2011年（平成23年） | 8,426            |
| 2012年（平成24年） | 8,515            |
| 2013年（平成25年） | 8,694            |
| 2014年（平成26年） | 8,693            |
| 2015年（平成27年） | 8,803            |
| 2016年（平成28年） | 8,923            |
| 2017年（平成29年） | 9,094            |
| 2018年（平成30年） | 9,240            |
| 2019年（令和元年） | 9,343            |
| 2020年（令和02年） | 6,897            |
| 2021年（令和03年） | 7,527            |

## 駅周辺
南口、北口ともに駅前広場が整備されており、それぞれタクシーと自家用車の乗降所がある。南口のロータリーにバスが乗り入れている。このほか、南北に公衆トイレがある。
周辺では駅を中心に住宅地が形成されている。
2017年3月に「瑞穂市JR穂積駅圏域拠点化構想」が策定され、周辺の交通の改善や活性化を目的とした整備が進められている。
- 瑞穂市役所
- 瑞穂市総合センター
- 瑞穂市民センター
- 穂積郵便局
- 瑞穂市立穂積小学校
- 瑞穂市立穂積中学校
- 瑞穂市図書館(楽修館)
- 別府保育所
- 平和堂 穂積店
- MEGAドン・キホーテ 岐阜瑞穂店

## バス路線
南口にある「穂積駅前」停留所にて路線バスが発着する。2005年から2011年までは混雑対策のため離れた位置に「みずほターミナル」が設けられ、路線バスの乗車場として運用されていた。
- 岐阜バス
  - 大野穂積線：大野バスセンター

- みずほバス
  - 十九条古橋線：旭化成、巣南庁舎、瑞穂市教育センター、神戸町柳原、牛牧団地方面
  - 馬場十七条線：バロー穂積店、本田、荒川、十九条駅、牛牧団地方面
  - 本田七崎線：本田コミュニティセンター、本田団地、荒川、美江寺駅、イオンタウン本巣方面
  - 牛牧穂積線：庄屋敷、清流みどりの丘公園、プラント6、牛牧団地西、旭化成方面

- 朝日大学スクールバス[8]：朝日大学・朝日大学医科歯科医療センター

## 登場する作品
- 僕は友達が少ない - アニメ第一期8話。改札口、南口、南口前ロータリーの噴水と旧穂積町章のモニュメントが登場する。

## その他
- 汽車まつり - 毎年8月第1土曜日・日曜日に、穂積駅開設を記念してパレードなどが行われる。2006年（平成18年）は穂積駅開業100周年記念として例年より盛大に行われた。
- 開駅当初は駅東側にある現在の市道トンネル内西面にホームへの上がり口が設けられていた[11]。2015年現在、トンネル内壁に塗られたペンキで見づらくなっているが、コンクリートで埋められた痕跡が確認できる。

## 隣の駅
東海旅客鉄道（JR東海）
CA 東海道本線
- 「ホームライナー大垣」停車駅

■特別快速・■新快速・■快速・■区間快速・■普通
西岐阜駅 (CA75) - 穂積駅 (CA76) - 大垣駅 (CA77)
※貨物駅を含めた隣駅
（貨）岐阜貨物ターミナル駅 - 穂積駅 - 大垣駅